# Latronico
Latronico est une commune italienne d'environ 4 900 habitants, située dans la province de Potenza, dans la région Basilicate, en Italie méridionale.

## Administration
| Période                                  | Période | Identité | Étiquette | Qualité |
| ---------------------------------------- | ------- | -------- | --------- | ------- |
|                                          |         |          |           |         |
| Les données manquantes sont à compléter. |         |          |           |         |

### Hameaux
Agromonte Magnano, Agromonte Mileo, Calda, Varrazzo, Serrone, Cerri, Iannazzo

### Communes limitrophes
Carbone (Italie), Castelluccio Inferiore, Castelluccio Superiore, Castelsaraceno, Episcopia, Fardella (Italie), Lauria